# Guillaume Benech
Pour les articles homonymes, voir Benech.
Guillaume Benech, né le 6 janvier 2000 à Rouen, est un entrepreneur, écrivain et chroniqueur français.
À l'âge de douze ans, il co-fonde L'Petit Mardi, un magazine culturel à destination des millenials dont il assure la direction pendant six ans. En 2015, il auto-édite ses deux premiers romans et est repéré en 2016 par les Éditions Michel Lafon, où est publié son troisième roman en septembre 2016.
Il est le cofondateur de la société Odace, avec Antonin Assié,. C'est aujourd'hui son activité principale, en tant que dirigeant de l'agence conseillant grandes marques et grands groupes en communication sur les réseaux sociaux.
Il intervient comme chroniqueur au Grand Journal de Canal+ et dans Ça balance à Paris sur Paris-Première.

## Biographie

### Enfance et formation
Guillaume Benech est né à Rouen. Il entre au Lycée Pierre Corneille où il obtient en juin 2018 son baccalauréat littéraire avec mention Bien. Après avoir lamentablement échoué au concours de Sciences Po Paris, il débute en septembre 2018 un bachelor en Communication et Politique à l’Université de Montréal mais met fin à ses études pour se consacrer à temps plein, à Paris, à ses activités professionnelles, telles que la production de vidéos et l’activité d’entrepreneur.

### L'Petit Mardi
Fervent lecteur du Journal de Mickey, il participe à l’âge de 12 ans au Grand Prix des Lecteurs organisé par le journal et devient juré pendant quatre mois. Il y fait la rencontre de Camille Ibos et confondent à eux deux le magazine culturel L'Petit Mardi. D’abord numérique pendant trois ans, le magazine signe des partenariats avec des maisons d'édition telles que Gallimard, Hachette Livre et Michel Lafon.
Guillaume Benech crée en août 2014 une association, nommée L'Petit Mardi Éditions, ce qui lui a valu le titre du « plus jeune entrepreneur de France ». L’Petit Mardi Éditions a publié cinq ouvrages, dont trois pour la jeunesse, deux romans généralistes et un recueil de poésies. En mars 2017, l’association est transformée en société par actions simplifiée unipersonnelle. Guillaume Benech en est le président-directeur général.
En janvier 2016, L'Petit Mardi s'est vu offrir une version papier : un 40 pages tiré à 15 000 exemplaires, diffusé dans 500 lieux gratuitement en Normandie, et soutenu par des partenaires tels que la Matmut, le Crédit agricole ou encore la Région Normandie. Le magazine reçoit en avril 2016 le prix « Espoirs des digiSchool HYPE Awards », un concours organisé par digiSchool chez Google France. En septembre 2017, le magazine est diffusé chez les marchands de journaux français, avec un tirage à 35 000 exemplaires. L’Petit Mardi devient alors le premier magazine à être entièrement rédigé par des jeunes et à destination des jeunes et connaît un vif succès. La diffusion est arrêtée en décembre 2018, pour des raisons économiques.

### Odace
En 2020, il crée avec son associé du L'Petit Mardi, Antonin Assié, la maison de création Odace qui accompagne des groupes, marques, institutions publiques et ONG, sur leur visibilité sur les réseaux sociaux. Son offre se distingue par des formats sur-mesure et éditorialisés qui visent ainsi à fidéliser les audiences numériques. Trois ans après le début de son activité, Odace multiplie les références prestigieuses avec des clients comme Europe 1, l'office national des forêts, l'Urssaf, Renault, et Bpifrance.
En septembre 2023, le groupe Lagardère News prend une participation minoritaire dans la société.

### Écriture
Sa passion pour l'écriture journalistique s'est très tôt déclinée en passion pour l’écriture d'histoires, et plus spécialement, de romans pour adolescents. En novembre 2013, à la suite d'un concours organisé par Les Éditions du Net, il gagne la publication de son premier roman, nommé Agent Will et terminé quelques mois plus tôt : il raconte les aventures d’un agent secret de seize ans qui va être plongé dans diverses missions internationales en collaboration avec le gouvernement français. En août 2014, il décide de le retirer de la vente pour le publier dans sa propre maison d'édition, et enchaîne avec la publication de sa suite au mois de décembre de la même année. En quelques mois, près de deux mille exemplaires se sont écoulés. À la suite de cela, les éditions Michel Lafon lui ont proposé un contrat pour rééditer les deux ouvrages en un seul tome, paru en septembre 2016 sous le nom William Clarck.

### Médiatisation
Rapidement médiatisé avec la sortie de ses premiers romans, Guillaume Benech apparaît dans les médias autour du magazine L’Petit Mardi ainsi que les salons (Salon des entrepreneurs, VivaTech…) et réalise une conférence TED à la TEDxParis le 13 septembre 2016 à la conférence TEDx au Grand Rex à Paris.
De septembre 2016 à la fin de l'émission en février 2017, il est chroniqueur un jeudi sur deux au Grand Journal de Canal+.
Il est chroniqueur en septembre 2018 dans l'émission Ça balance à Paris sur Paris Première.
En mai 2018, il fait partie du classement des 100 français qui inspirent le magazine L’Express aux côtés de Kylian Mbappé ou encore Thomas Pesquet.
En juin 2019, il fait partie de la sélection des 20 meilleurs jeunes entrepreneurs d'Europe, dans un concours lancé par la fintech estonienne Wise, à Londres.

## Œuvres

### Romans

#### SérieWilliam Clarck
- William Clarck : l'éminence bleue, Michel Lafon, septembre 2016,  (ISBN 978-2-7499-2907-1)

#### SérieAgent Will
- Agent Will : Ultimatum à Washington, L'PM Éditions, septembre 2014,  (ISBN 978-2-01-202375-8)
- Agent Will : Le Dossier 86, L'PM Éditions, décembre 2014,  (ISBN 978-2-9544815-3-1) (BNF 44242045)

## Prix et distinctions
- Cité parmi les 100 Français qui inspirent L’Express[18].
- Espoir des digiSchool HYPE Awards 2016[8].
- Finaliste 20 Under 20 en 2019[19].